# Éacides
Dans la Grèce antique, les Éacides (en grec ancien Αἰακίδης / Aiakídês) sont les fils ou descendants d'Éaque, fils de Zeus et roi d'Égine dans la mythologie grecque. Les rois molosses d'Épire prétendent descendre des Éacides.

## Mythologie grecque
Le premier Éacide est Pélée, fils d'Éaque et de la nymphe Endéis. Néanmoins, le personnage auquel on fait le plus souvent référence sous ce nom est Achille, fils de Pélée et de Thétis, pour cette raison également qualifié de « Péléide ». Le nom est également accordé par les auteurs antiques à :
- Télamon, frère de Pélée ;
- Ajax fils de Télamon, héros de la guerre de Troie.

## Épire
Les rois Molosses d'Épire se proclament Éacides (Αἰακίδαι / Aiakídai), car ils font remonter leur ascendance à Néoptolème (également appelé Pyrrhus), fils d'Achille et de Déidamie, et arrière-petit-fils d'Éaque. Olympias, mère d'Alexandre le Grand, appartient à cette dynastie : Alexandre peut donc se proclamer descendant d'Achille. Le nom est également donné parfois aux habitants d'Égine, où Éaque fait l'objet d'un culte héroïque.

## Liste des rois d'Épire
- 470–430 av. J.-C. : Admète, roi des Molosses.
- 430–390 av. J.-C. : Tharypas, roi des Molosses.
- 390–370 av. J.-C. : Alcétas Ier (410–370 av. J.-C.), roi des Molosses. Fils du précédent.
- 370–360 av. J.-C. : Néoptolème Ier (390–360 av. J.-C.), roi des Molosses. Fils du précédent, il règne conjointement avec son frère jumeau Arymbas jusqu'à sa mort.
- 370–342 av. J.-C. : Arrybas (390–322 av. J.-C.) (1er règne), roi des Molosses. Fils d'Alcétas Ier, il règne conjointement avec son frère Néoptolème Ier puis seul après la mort de ce dernier. Il épouse Troas, fille de Néoptolème Ier, née en 365 av. J.-C.
- 342–331 av. J.-C. : Alexandre Ier le Molosse (362–331 av. J.-C.), roi des Molosses. Neveu du précédent, fils de Néoptolème Ier. Il monte sur le trône d'Épire grâce au soutien de Philippe II de Macédoine (382–336 av. J.-C.), son beau-frère, marié à sa sœur Olympias (375–316 av. J.-C.).
- 326–323 av. J.-C. : Néoptolème II (335–295 av. J.-C.) (1er règne), roi des Molosses. Fils du précédent et de Cléopâtre de Macédoine (355–308 av. J.-C.), la fille de Philippe II et d'Olympias.
- 323–322 av. J.-C. : Arrybas (2e règne), roi des Molosses. Renverse son petit-neveu Néoptolème II à la mort de son oncle et protecteur, Alexandre le Grand (356–323 av. J.-C.), le fils de Philippe II et d'Olympias.
- 322–317 av. J.-C. : Éacide (361–313 av. J.-C.) (1er règne), roi des Molosses. Fils du précédent[1].
- 317–313 av. J.-C. : Néoptolème II (2e règne), roi des Molosses. Après avoir chassé Éacide, les Épirotes rappellent sur le trône son cousin Néoptolème II.
- 313 av. J.-C. : Éacide (2e règne), roi des Molosses. En 313 av. J.-C., les Épirotes chassent Néoptolème II et rappellent Éacide, mais celui-ci est tué peu après lors d'un affrontement contre Philippe, frère de Cassandre (358–297 av. J.-C.).
- 313–307 av. J.-C. : Alcétas II (mort en 307 av. J.-C.), roi des Molosses. Fils aîné d’Arybbas, frère du précédent. Monte sur le trône d'Épire à la mort de son frère.
- 307–302 av. J.-C. : Pyrrhus Ier (318–272 av. J.-C.) (1er règne), roi des Molosses. Fils d’Éacide et de Phtia de Pharsale, neveu du précédent. Monte sur le trône avec le soutien de Glaucias, roi d'Illyrie, après l'assassinat d'Alcétas.
- 302–295 av. J.-C. : Néoptolème II (3e règne), roi des Molosses. Après avoir chassé Pyrrhus, les Épirotes font de nouveau appel à Néoptolème II. Règne seul puis conjointement avec Pyrrhus Ier à partir de 297 av. J.-C.
- 297–272 av. J.-C. : Pyrrhus Ier (2e règne), roi des Molosses puis roi d'Épire. Contraint Néoptolème II à régner conjointement avec lui après la mort de son protecteur, Cassandre de Macédoine. Règne seul après l'assassinat de Néoptolème II. Roi de Macédoine de 288 à 285 av. J.-C. puis de 274 à 272 av. J.-C.. Intervient en Grande-Grèce contre Rome et Carthage lors de la guerre de Pyrrhus en Italie (280–275 av. J.-C.).
- 272–242 av. J.-C. : Alexandre II (295–242 av. J.-C.), roi d'Épire. Fils du précédent et de Lanassa, la fille d'Agathocle de Syracuse (361–289 av. J.-C.).
- 240–234 av. J.-C. : Pyrrhus II (271–234 av. J.-C.), roi d'Épire. Fils du précédent et de sa sœur-épouse, Olympias II (296–234 av. J.-C.). Règne conjointement avec son frère et corégent Ptolémée d'Épire.
- 240–234 av. J.-C. : Ptolémée (270–234 av. J.-C.), roi d'Épire. Frère et corégent du précédent avec lequel il règne conjointement.
- 234–232 av. J.-C. : Deidamie, reine d'Épire. Nièce du précédent, fille de Pyrrhus II.

Avec la mort de Deidamie, en 232 av. J.-C., disparaît la dernière représentante de la dynastie des Éacides, qui a régné plus de deux cents ans sur l'Épire. Le koinon (confédération) des Épirotes devient une république dirigée par un stratège annuel, assisté d'un prostatès des Chaoniens et d'un prostatès des Molosses. La région passe progressivement dans l'orbite romaine, jusqu'à son incorporation à la province romaine de Macédoine en 146 av. J.-C.

## Le cas de Salamine de Chypre
La cité grecque de Salamine de Chypre, sur l'île de Chypre, fondée au milieu du XIe siècle av. J.-C., comptait une dynastie royale se revendiquant comme Éacide. Il s'agit de la dernière à avoir régné sur cette cité. Elle s'éteint en 310 av. J.-C., quand le roi Nicocréon se suicide. La cité devient un champ de bataille entre Démétrios Ier et Ptolémée Ier. Ce dernier parvient à s'emparer de la cité en 294 av. J.-C. qui passe alors sous contrôle ptolémaïque.